# 1983年热带风暴迪安
热带风暴迪安（Tropical Storm Dean）是1983年9月在美国东岸部分沿海地区引发轻度洪灾的一个北大西洋热带气旋，也是1983年大西洋飓风季的第7个热带低气压和第4场获得命名的风暴。系统源于9月26日巴哈马东北方向的锋面低气压，起初属亚热带气旋，然后在缓慢向东北偏北方向前进期间逐渐发展出热带天气系统特征。9月27日，系统重新归类为热带风暴迪安，并于次日北上期间达到风力时速100公里的最高强度。此后不久，气旋蜿蜒向西北偏西方向移动，强度缓慢下滑。9月29日，仍在逐渐减弱的热带风暴迪安从德玛瓦半岛登陆弗吉尼亚州，然后在陆地上空急剧减弱，到了10月1日清晨便已不再属于热带气旋。
风暴产生的涌浪在弗吉尼亚州近海致使一艘拖船搁浅，导致两人受伤。海浪还在海岸沿线引发海滩侵蚀，其中又以弗吉尼亚州和北卡罗莱纳州情况严重。内陆区域受到的影响很小，基本局限于小雨。北卡罗莱纳州12号公路被淹，上百名正在外滩群岛露营的居民被迫疏散。虽然弗吉尼亚州和北卡罗莱纳州沿海地区都受到接近飓风强度的狂风洗礼，但因此遭受的破坏很小。气旋残留在新英格兰部分地区带去降水，其中康涅狄格州局部地区降雨量达到117毫米。预计整场风暴造成的损失程度很轻，但具体数额缺乏统计。

## 气象历史
9月22日，一片锋面云系离开美国东岸。接下来几天里，云系从巴哈马延伸至百慕大东北部并基本停止移动。美国东北部上空此时则有1035毫巴（百帕，30.6英寸汞柱）的高气压停留，在美国东岸上空产生强烈的气压梯度和烈风强度大风。9月26日，锋面云系在佛罗里达州维罗海滩以东约732公里海域发展出下层环流。协调世界时当天下午18点左右，由于有船只在距系统中心约370公里洋面测得烈风强度风力，美国国家飓风中心因此将系统归类为亚热带风暴。受锋面云系母体的影响，风暴起初向东北偏北方向前进。风场迅速凝聚，风暴本身也同锋面云系分离。美国国家飓风中心于是在9月27日下午18点将位于佛罗里达州杰克逊维尔以东约925公里海域的气旋重新归类为热带气旋，并以“迪安”（Dean）为其命名，并于4小时后开始针对风暴发布公告。该机构认为，受北面的高压脊和美国东南部近海的冷心低压影响，迪安的移动速度应该会非常缓慢，并且有可能蜿蜒向西北方向推进。
9月28日清晨，飓风猎人侦察机测得气旋的最低气压为999毫巴（百帕，29.5英寸汞柱）。之前多个预测模型认为风暴会继续向东北推进，但到了9月29日，这些模型又预测迪安会向西移动。风暴在这天蜿蜒向西北移动，另据船只测得的数据显示，迪安也在当晚达到持续风速每小时100公里的最高强度。9月29日晚，飞入气旋的侦察机测得的阵风还达到飓风强度。不过，风暴接下来很快就开始减弱。9月30日中午12点左右，迪安以风力时速75公里强度从德玛瓦半岛登陆弗吉尼亚州。美国国家飓风中心在气旋登陆该州4小时后停止针对气旋发布公告。9月30日下午18点，风暴降级成热带低气压，再于次日凌晨0点在弗吉尼亚州境内上空的波托马克河河口附近失去踪影。迪安的残留继续向西北前进，之后又在接近弗吉尼亚州和西弗吉尼亚州边境时蜿蜒向东北方向移动，先后途经中大西洋地区和新英格兰，再从波士顿附近重返大西洋。到10月2日时，风暴残留已在美国东岸近海消散。

## 防灾措施和影响

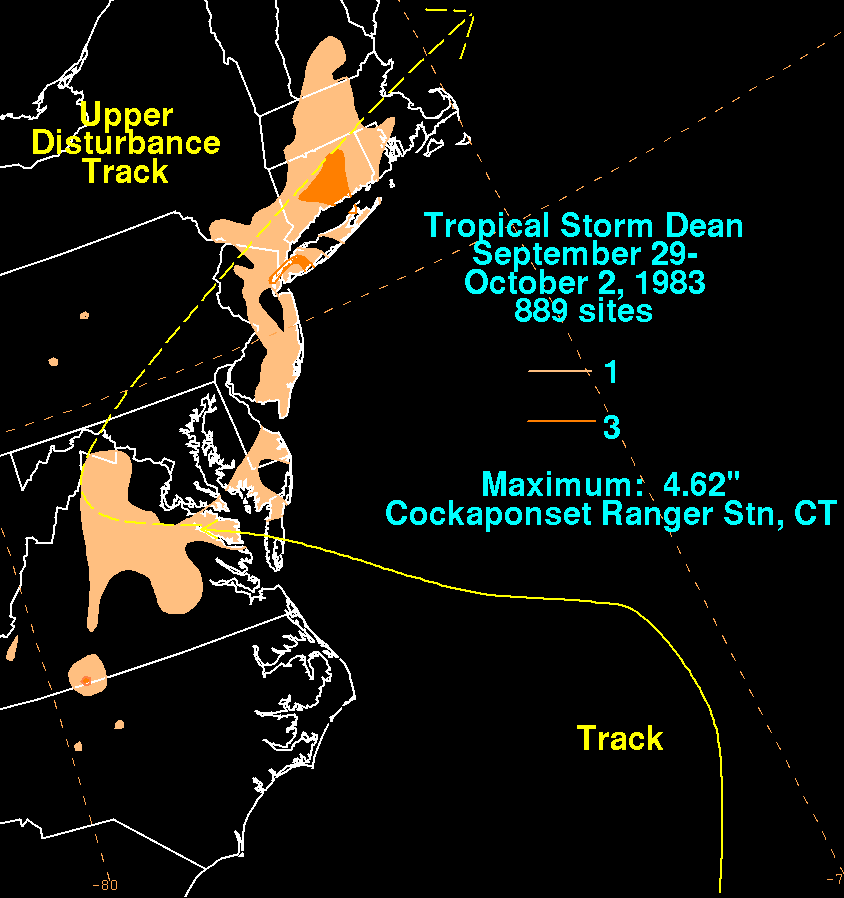
热带风暴迪安在美国东部产生的降水分布

随着迪安逼近美国，多地接获烈风警报，预警范围从北卡罗莱纳州向北延伸至罗得岛州。美国东岸沿海大范围部分发布小型船只公报，覆盖从马萨诸塞州鳕鱼角到佛罗里达州丘比特入口殖民地之间的大片地区。弗吉尼亚州的诺福克海军基地进入“飓风三级警备状态”，意指当地预计会在48小时内遭遇破坏性的狂风袭击。北卡罗莱纳州部分地区敦促居民及时做好应对风暴的准备，避免前往危险的沿海水域。
风暴行进至弗吉尼亚州内陆上空后，其外围雨带和大风导致12号公路被30厘米的洪水淹没，促使奥克拉科克岛（Ocracoke Island）和哈特拉斯角（Cape Hatteras）上百名露营人士撤离。海岸沿线测得的浪高在1.8到3米之间，海滩因此受到轻度侵蚀，也有部分海滩流失的沙子有6.1米深。气旋关联的飑线天气还产生接近飓风强度狂风和短时暴雨。大风造成的影响很小，仅限于局部停电，其中大部分发生在外滩群岛。风暴引起轻度破坏的同时也存在利好，北卡罗莱纳州沿海水域的大耳马鲛数量接近历史纪录，当地渔业因此受益。据部分捕手表示，他们还捉到一些重达14公里的大鱼。
9月29日，距弗吉尼亚州海岸线约480公里的海上有一艘拖船被迪安产生的涌浪所困。船上载有6人，其中两人因此受伤，幸而伤势较轻，之后船只获美国海岸警卫队救援拖至新泽西州开普梅。2.4米高的大浪在弗吉尼亚州沿海地区引起海滩侵蚀，还在布克罗海滩引发“轻度洪灾”，造成价值500至5000美元（1983年美元）的破坏。虽然迪安向内陆先进期间产生的风力估计为每小时95公里左右，但因此造成的结构性破坏程度很轻。风暴沿途及附近许多地区降下25至76毫米雨量，弗吉尼亚州降水最多的里士满约为33毫米。
马里兰州大洋城附近海滩有数千吨沙子被洪水冲走，邻近的阿萨蒂格岛也出现海滩侵蚀。此外，时速80至89公里的阵风导致轻度破坏，降雨过后还出现轻度洪灾。马里兰州遭受的破坏程度很轻，损失数额在500至5000美元之间。特拉华州也受到轻微影响，主要是时速达到80公里的阵风致使海滩流失掉数吨沙子。新泽西州沿海地区因局部暴雨引起交通阻塞，多条输电线缆中断，还有许多市民上下班受到影响。纽约州部分地区，特别是该州南部的24小时降雨量就超过51毫米，多条道路被淹，列车被迫延误。气旋残留还在新英格兰产生少量降水，整场风暴产生降雨最多的所在是康涅狄格州库卡彭塞特护林员站测得的117毫米。